# Gottesgrün
Gottesgrün ist ein Ortsteil der Landgemeinde Mohlsdorf-Teichwolframsdorf im Landkreis Greiz in Thüringen.

## Lage
Gottesgrün liegt östlich von Mohlsdorf. Die Gemarkung befindet sich an der Grenze zu Sachsen in der Nähe der Ortschaft Reuth. Nördlich vom Dorf erstreckt sich der Werdauer-Greizer Wald. Die Flur des Straßendorfes Gottesgrün gehört noch zum Thüringer Schiefergebirge (Ostthüringisch-Vogtländische Hochflächen) im thüringischen bzw. reußischen Teil des historischen Vogtlands. Durch den Ort fließt der Gottesgrüner Aubach, der sich in Mohlsdorf mit dem Reudnitzer Aubach zum Aubach, einem Zufluss der Weißen Elster, vereinigt.

## Geschichte
Am 23. Mai 1507 war die urkundliche Ersterwähnung des Ortes.
In dem landwirtschaftlich geprägten Ort besteht die evangelisch-lutherische Kirchengemeinde Gottesgrün.
Mit Stand von 2012 leben 260 Menschen in dem Ort.

## Verkehr
Durch Gottesgrün verläuft die Kreisstraße 509 von Reudnitz nach Reuth. Die PRG Greiz bedient die Haltestelle Gottesgrün, Turnhalle in der Ortsmitte.

## Söhne und Töchter des Ortes
- Franz Ferdinand Hupfer (1827–1896), deutscher Gutsbesitzer und Politiker
- Friedrich Wilhelm Hupfer (1820–1908), deutscher Gutsbesitzer und Politiker